# Nội Thân vương Kako
Nội Thân vương Kako (佳子内親王 (Giai Tử Nội Thân vương) Kako Naishinnō, sinh 29 tháng 12 năm 1994) là con gái thứ hai của Hoàng tự Fumihito và Hoàng tự phi Kiko.

## Tiểu sử
Kako sinh ngày 29 tháng 12 năm 1994. Nghi lễ ban kiếm được cử cùng ngày, nghi lễ mệnh danh được cử ngày 4 tháng 1 năm 1995. Tên húy Kako viết bằng Hán tự là 佳子 (Giai Tử), với chữ Giai (佳) như trong "giai nhân", nghĩa là con người xinh đẹp.
Nội Thân vương còn có một người chị ruột là Komuro Mako và em trai ruột là Thân vương Hisahito, người đứng thứ hai trong danh sách kế thừa Hoàng vị. Cô là cháu gái thứ hai của đương kim Thái thượng Thiên Hoàng Akihito và Thượng Hoàng hậu Michiko.
Tháng 4 năm 2001, Nội Thân vương Kako nhập học trường tiểu học Gakushuin (Học tập viện; 学習院), vốn là một hệ thống trường học dành cho con cháu các gia đình quý tộc Nhật, và ra trường tháng 3 năm 2007. Nội Thân vương vào học trường trung học nữ Gakushūin Tokyo tháng 4 năm 2007 và tốt nghiệp tháng 3 năm 2012.
Năm 2012, Kako du học khóa tiếng Anh ở Đại học Trinity, Dublin. Tháng 4 năm 2013, Nội Thân vương dự lễ khai giảng đại học Gakushūin và bắt đầu trở thành sinh viên của trường này. Tháng 9 năm 2014, Nội thân vương thôi học tại Gakushuin, và thi đậu kỳ thi đầu vào của trường Đại học Quốc Tế Thiên Chúa Giáo (International Christian University, ICU), nơi chị cô là Mako từng theo học, với song ngành tâm lý học và nghệ thuật biểu diễn. Trong thời gian học tại đây, cô được học bổng du học trường Đại học Leeds, Anh quốc và hoàn tất khoá học năm 2018. Cô tốt nghiệp trường ICU năm 2019 và rất hạnh phúc vì có một thời sinh viên trọn vẹn.
Nội thân vương được dân chúng quý mến vì sự tự tin, thông minh, xinh đẹp, chăm chỉ, năng động và thanh lịch. Cô có khả năng sử dụng thành thạo ngôn ngữ ký hiệu, giống như mẹ cô là Hoàng tự phi Kiko và chị gái là Komuro Mako. Ngoài ra, cô cũng rất có năng khiếu trong môn trượt băng nghệ thuật, đây cũng là môn thể thao cô rất yêu thích.